# St. Johann Baptist (Beyharting)

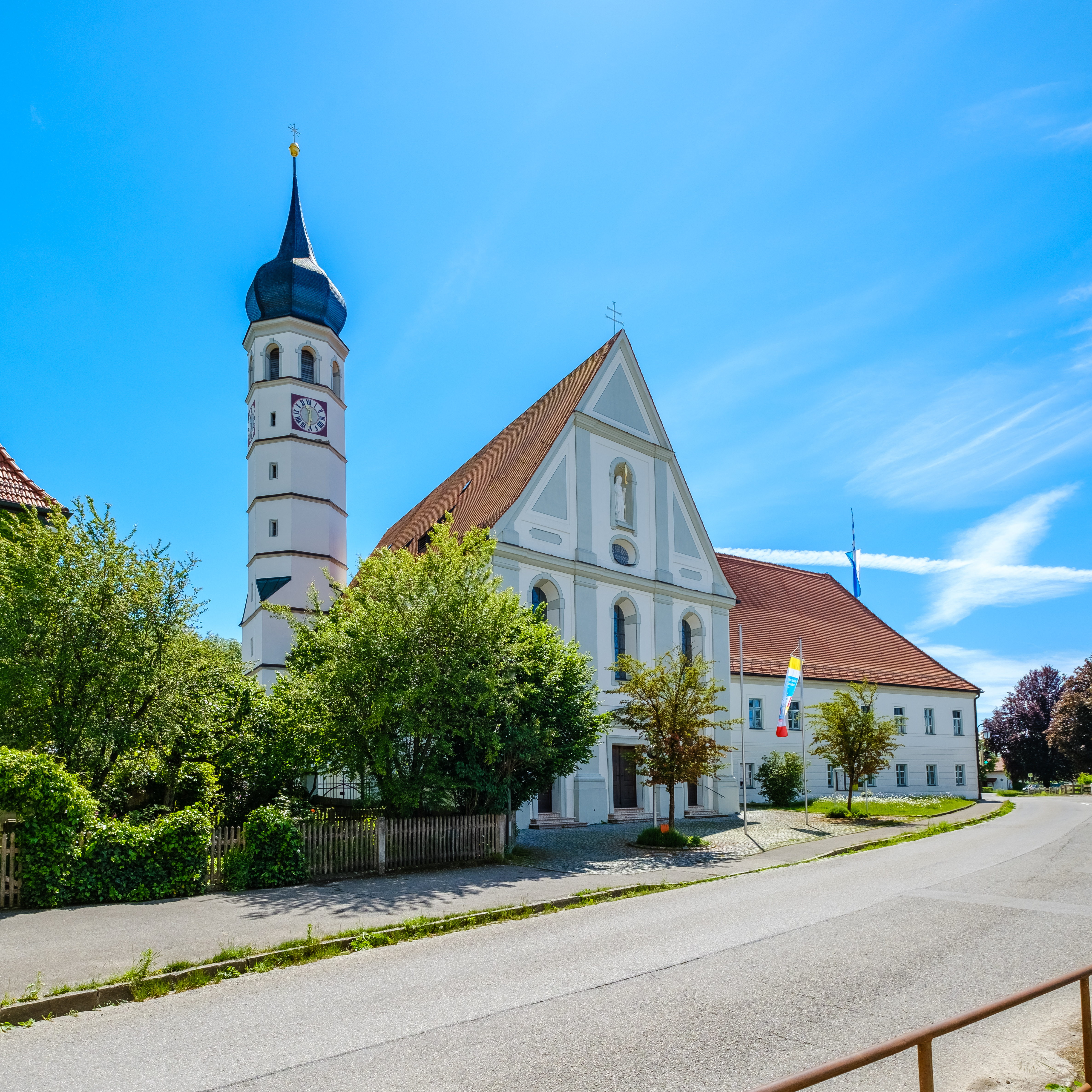
Pfarrkirche St. Johann Baptist

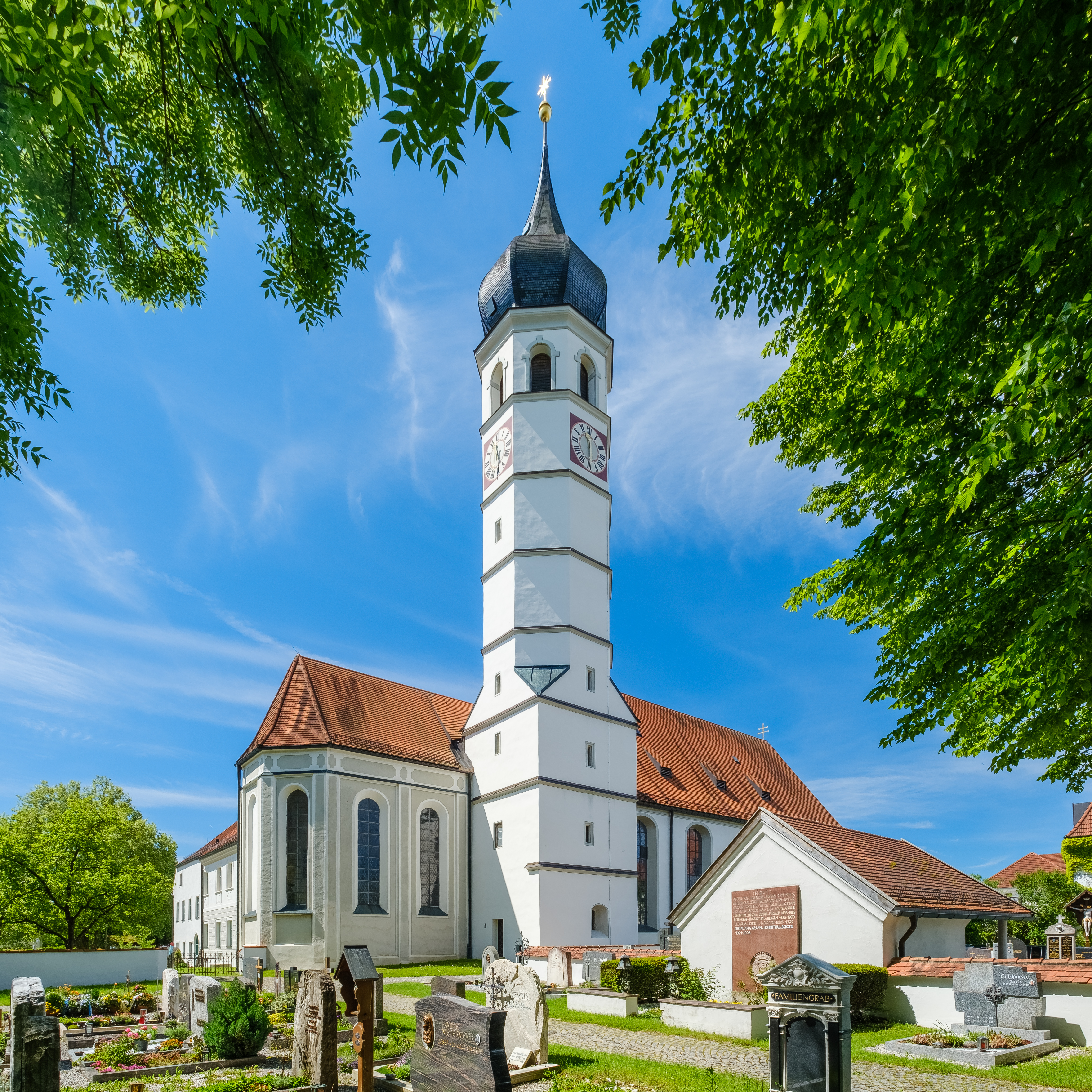
Ansicht von Nordosten

Die katholische Pfarrkirche St. Johann Baptist in Beyharting, einem Ortsteil der Gemeinde Tuntenhausen im Landkreis Rosenheim in Bayern, wurde im 12. Jahrhundert als Stiftskirche des ehemaligen Augustinerchorherrenstiftes Beyharting errichtet. Im Laufe der Jahrhunderte wurde die Kirche im Stil der Gotik, des Barock und des Rokoko umgebaut. Der Stuckdekor und der Entwurf der Fresken stammen von Johann Baptist Zimmermann. Die Johannes dem Täufer geweihte Kirche ist ein geschütztes Baudenkmal. 

## Geschichte
Im Jahr 1130 weihte Roman I., Bischof von Gurk, im Auftrag des Salzburger Erzbischofs Konrad I. die Kirche des kurz zuvor gegründeten Augustinerchorherrenstiftes. Dieser erste Kirchenbau war eine flachgedeckte, dreischiffige Basilika ohne Querhaus mit drei Apsiden. Erst um 1420 wurde der Kirchturm errichtet. In der zweiten Hälfte des 15. Jahrhunderts erfolgte unter den Pröpsten Johann II. Saaldorfer und Nikolaus Kneittinger der Neubau des Chors im Stil der Gotik. Unter Propst Christian Scheichenstuhl (Scheuchenstuel) (1645–1686) wurde die Stiftskirche in den Jahren 1668 bis 1673 im Stil des Barock umgebaut und neu ausgestattet. Im Jahr 1730 verlängerte man aus Anlass des 600-jährigen Bestehens des Chorherrenstifts das Langhaus nach Westen und schloss es mit einer neuen Fassade ab. Im Zusammenhang mit diesen Baumaßnahmen wurde der zuvor frühbarocke Innenraum von Johann Baptist Zimmermann mit Stuck und Fresken im Stil des frühen Rokoko ausgestaltet. In den Jahren 1740 bis 1747 baute man die Marienkapelle zur Sakristei um. Nach einem Blitzschlag im Jahr 1772 musste der Turm erneuert werden, der damals auch seine heutige Zwiebelhaube erhielt.

## Architektur

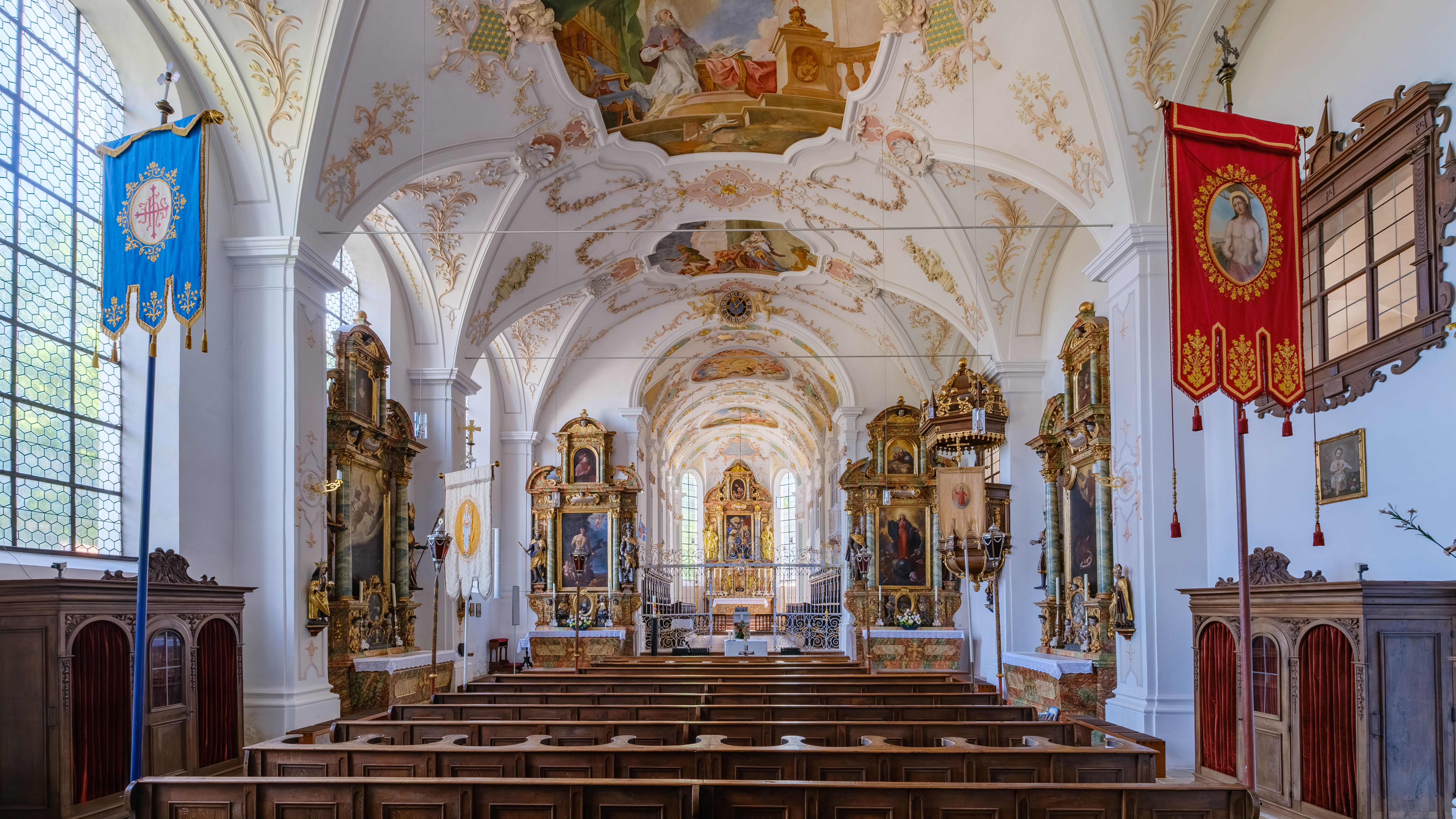
Innenraum

### Außenbau
Der Glockenturm mit seinem quadratischen Unterbau und dem oktogonalen Aufbau geht noch auf das 15. Jahrhundert zurück. Das Glockengeschoss mit Zwiebelhaube wurde in der Mitte des 18. Jahrhunderts aufgesetzt. Die barocke Westfassade wird horizontal durch Gesimse und vertikal durch auf hohen Sockeln stehende Pilaster gegliedert. Unten sind drei Portale und darüber drei hohe Rundbogenfenster eingeschnitten. In der Mitte des Giebelfeldes steht in einer Nische die Figur des Johannes des Täufers, des Kirchenpatrons.

### Innenraum
Den Eingang bildet eine flache Vorhalle mit darüberliegender Orgelempore. Das einschiffige Langhaus ist wie der stark eingezogene, dreiseitig geschlossene Langchor in vier Joche gegliedert. Chor und Langhaus werden von Stichkappentonnen gedeckt, die im Langhaus auf Wandpfeilern mit Pilastervorlagen und im Chor auf flachen Pilastern aufliegen. Die Wandpfeiler des Langhauses besitzen schlichte, mehrfach profilierte Kapitelle. Die Pilaster im Chor sind mit Gebälkstücken und Kapitellen ausgestattet, die mit Girlanden und Eierstab verziert sind.

## Stuck

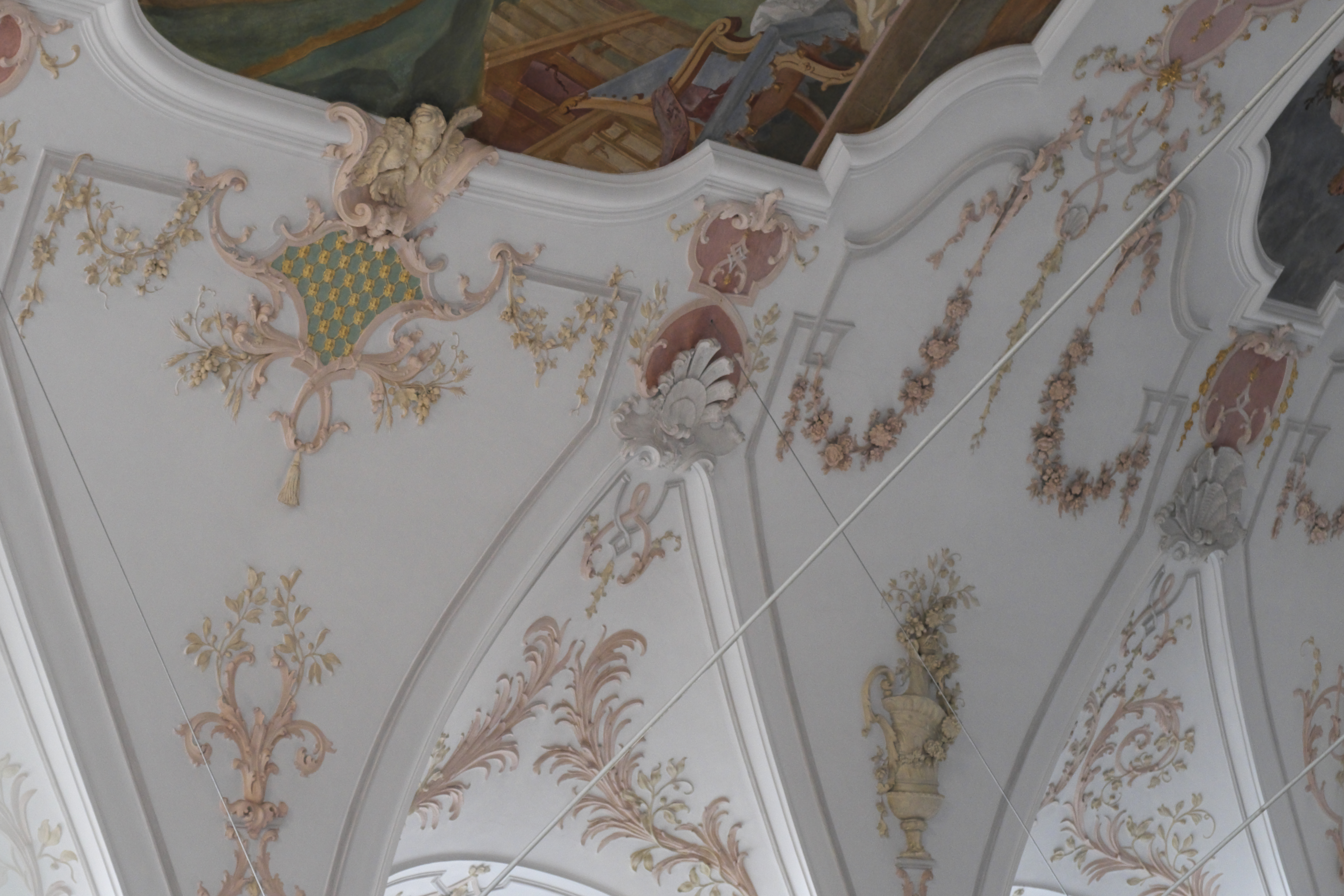
Stuck im Langhaus

Der 1730 von Johann Baptist Zimmermann geschaffene Stuckdekor steht noch am Übergang vom Régence-Stil zum Rokoko. Er weist Motive wie Gitter- und Bandelwerk, Vasen und Blütengehänge, Rosetten und Girlanden auf. Im Langhaus ist die Farbgebung sehr zurückhaltend, helle Grau-, Rosa- und Ockertöne bilden wenig Kontrast zum weißen Hintergrund. Im Chor herrschen intensivere Farben vor und die Vergoldung nimmt zu. Pilaster, Gurtbögen und Stuckkartuschen sind mit leuchtend grünen Malachitspiegeln verziert.

## Deckenfresken
Der Entwurf der Deckenfresken wird Johann Baptist Zimmermann zugeschrieben. Für die Ausführung werden Jakob Wörsching (Wersching), Joseph Ignaz Schilling und Johann Lisenz genannt. Das Deckenfresko im Chor ist Johannes dem Täufer gewidmet, der auf Christus weist. Auf dem Fresko im Chorjoch ist die Taube des Heiligen Geistes von Engeln umgeben. Das östliche Langhausfresko stellt die Enthauptung des Johannes des Täufers dar, der Szene entspricht im westlichen Langhaus die Darstellung Judiths mit dem abgeschlagenen Haupt des Holofernes. Das große Langhausfresko zeigt den heiligen Augustinus, den Verfasser der Ordensregel der Augustiner, unter der Dreifaltigkeit kniend. 

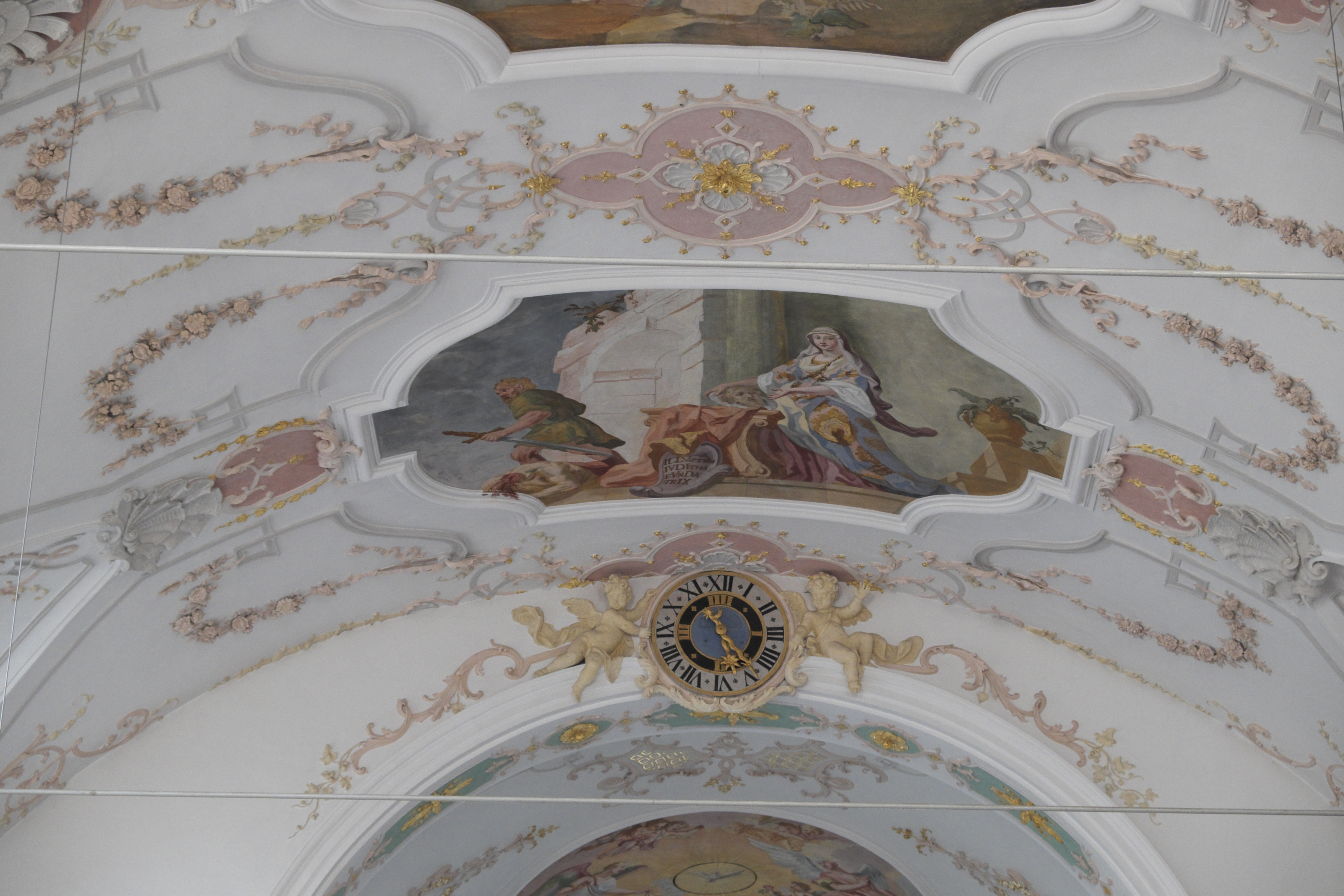
Enthauptung von Johannes dem Täufer
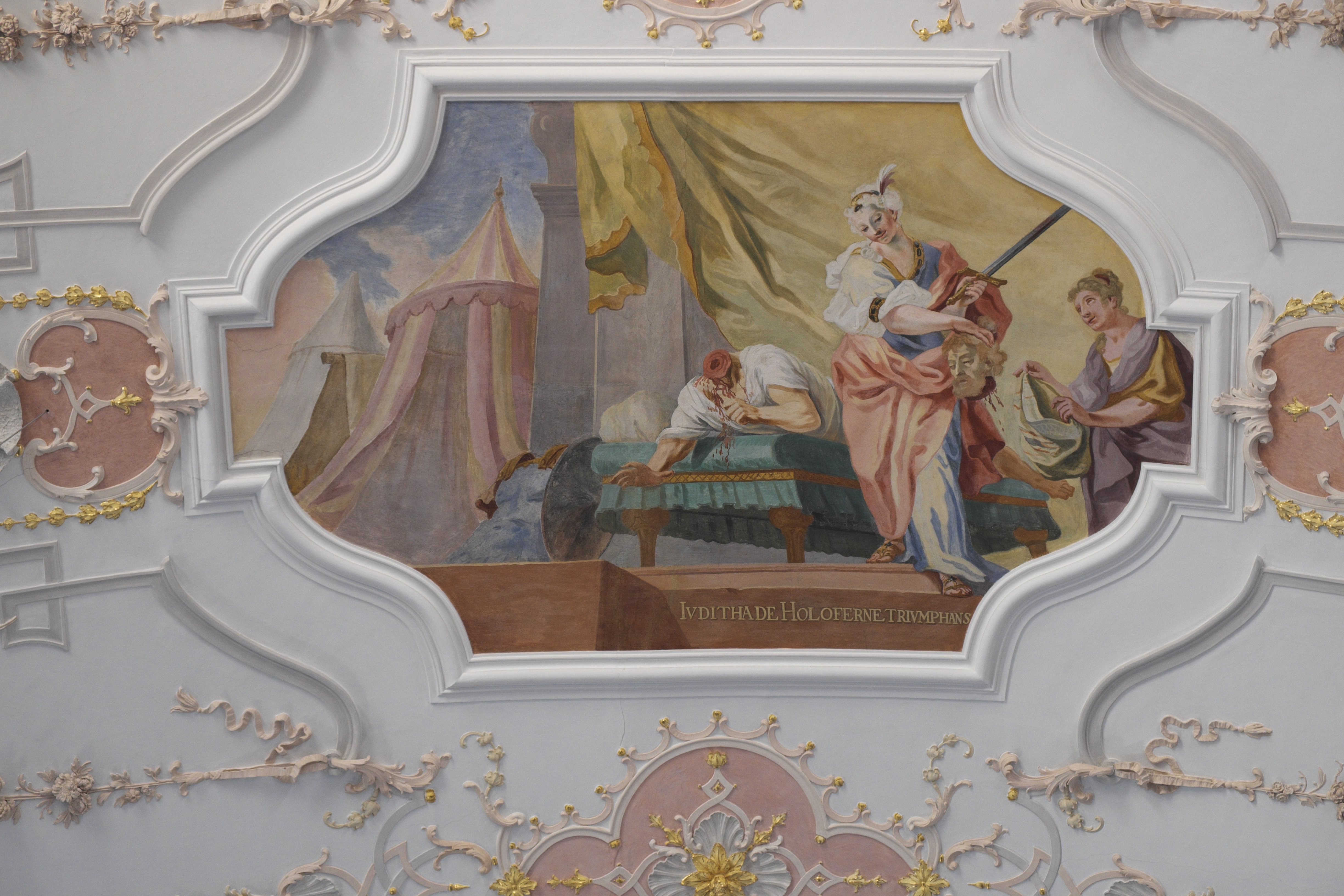
Judith hält das abgeschlagene Haupt des Holofernes
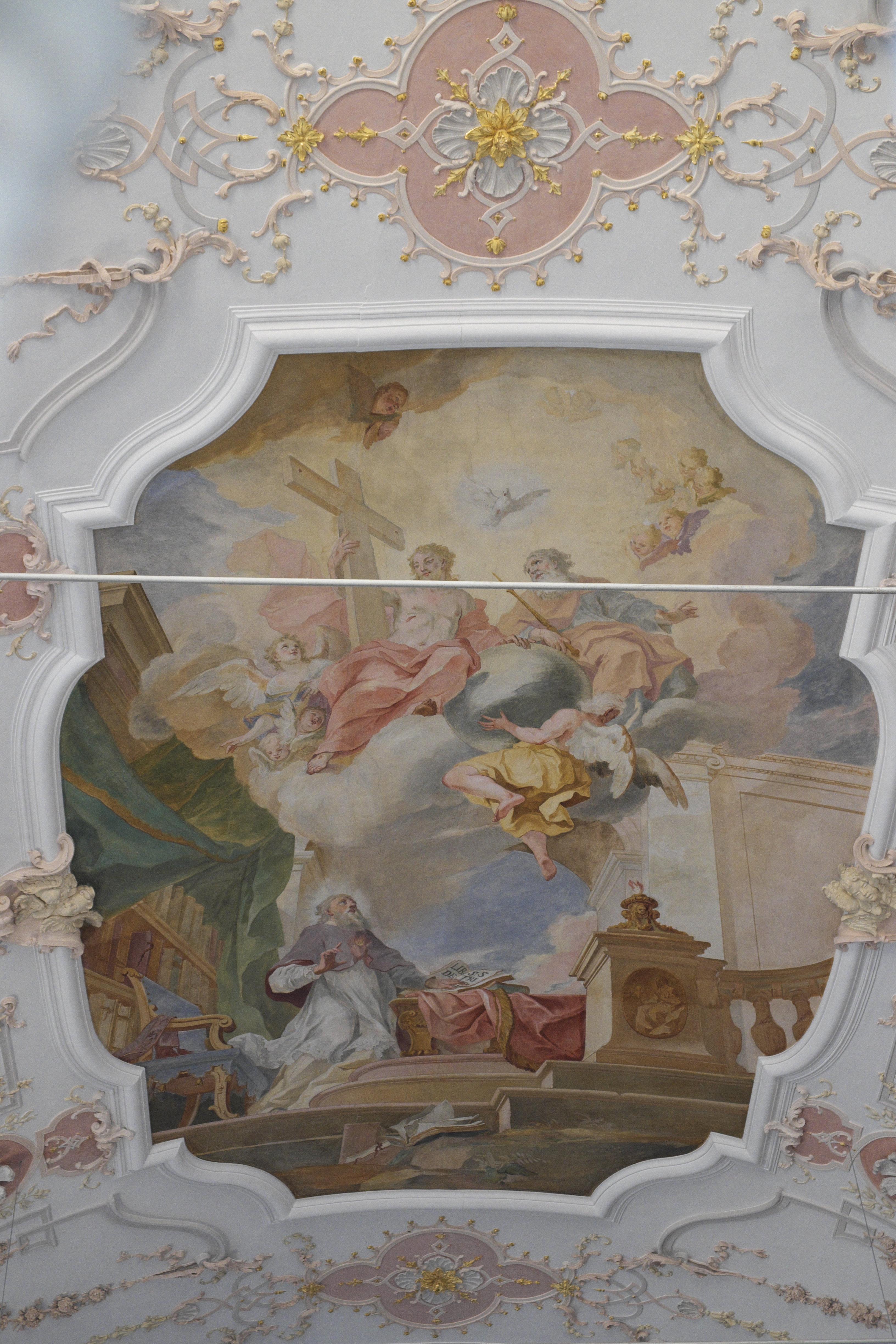
Augustinus und Heilige Dreifaltigkeit

## Ausstattung
- Der Hochaltar und die Chorbogenaltäre stammen aus der Zeit um 1670. Die Altarbilder wurden von dem aus Italien stammenden Münchner Hofmaler Antonio Domenico Triva ausgeführt. Die Szene der Taufe Jesu am Hochaltar ist umgeben von den Figuren der Apostel Petrus und Paulus. Das Altarblatt des nördlichen Chorbogenaltars stellt den heiligen Sebastian dar, seitlich stehen die Figuren des Kaisers Sigismund und des heiligen Florian. Das Gemälde der Unbefleckten Empfängnis am südlichen Altar wird flankiert von den Figuren des heiligen Josef und des heiligen Joachim.
- Die beiden Langhausaltäre, der Auferstehungsaltar an der Nordseite und der Geburt-Christi-Altar an der Südseite, wurden 1747 angefertigt. Die beiden Figuren Kosmas und Damian am südlichen Altar stammen aus einer früheren Ausstattung. Sie werden um 1530 datiert und gehören zu den ältesten Ausstattungsstücken der Kirche.
- Die Kanzel ist eine Arbeit von 1630 des Rosenheimer Bildschnitzers David Reiter.
- Das spätbarocke Vortragekreuz gegenüber der Kanzel besitzt einen Korpus aus dem 17. Jahrhundert. Die Skulptur der Mater dolorosa aus der Zeit um 1760/70 wird dem Umkreis von Ignaz Günther zugeschrieben.
- Chor- und Vorhallengitter werden um 1670 datiert.
- Das Marmortaufbecken in der Vorhalle ist mit der Skulpturengruppe der Taufe Jesu von 1743 bekrönt.

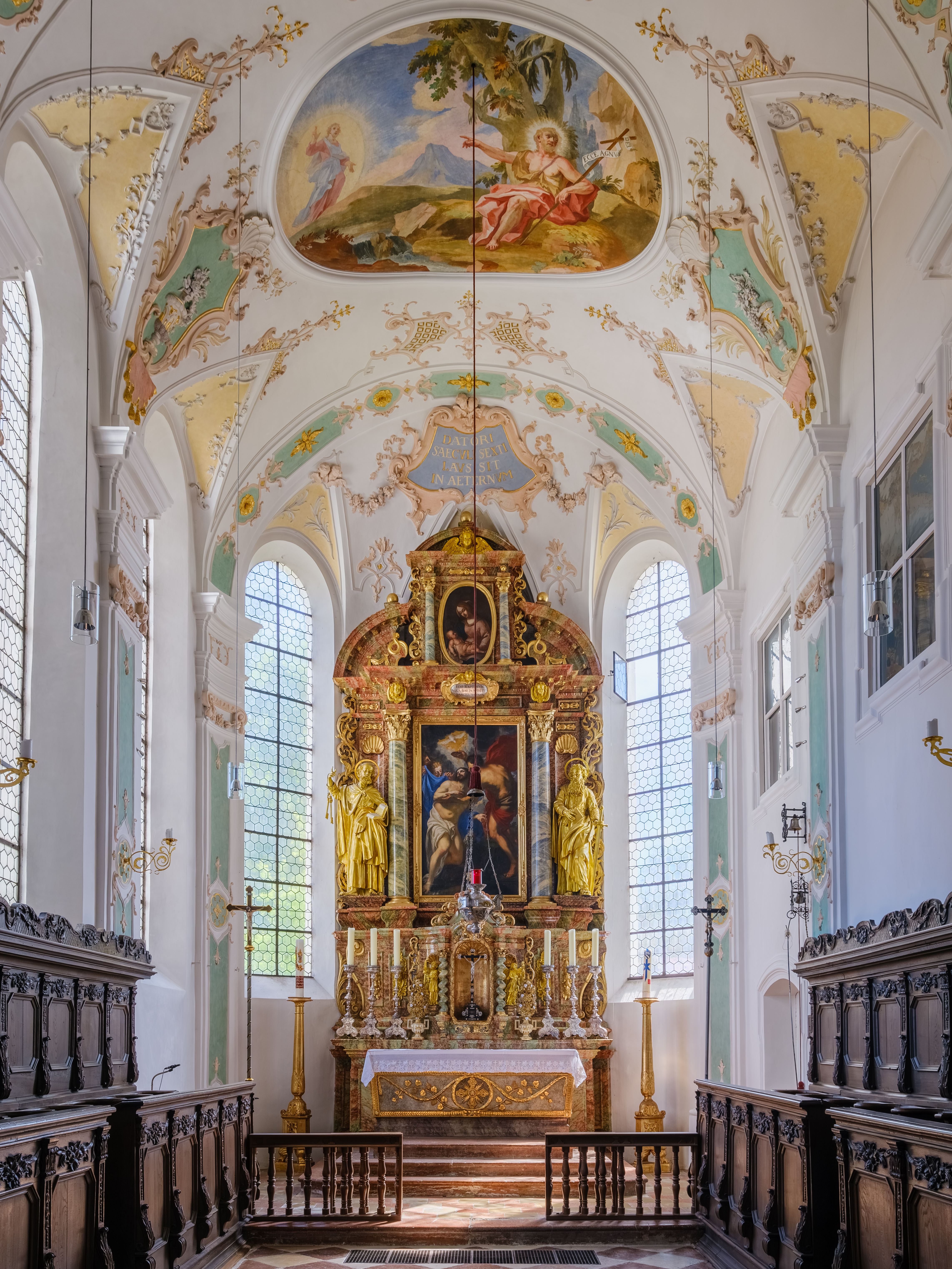
Hochaltar
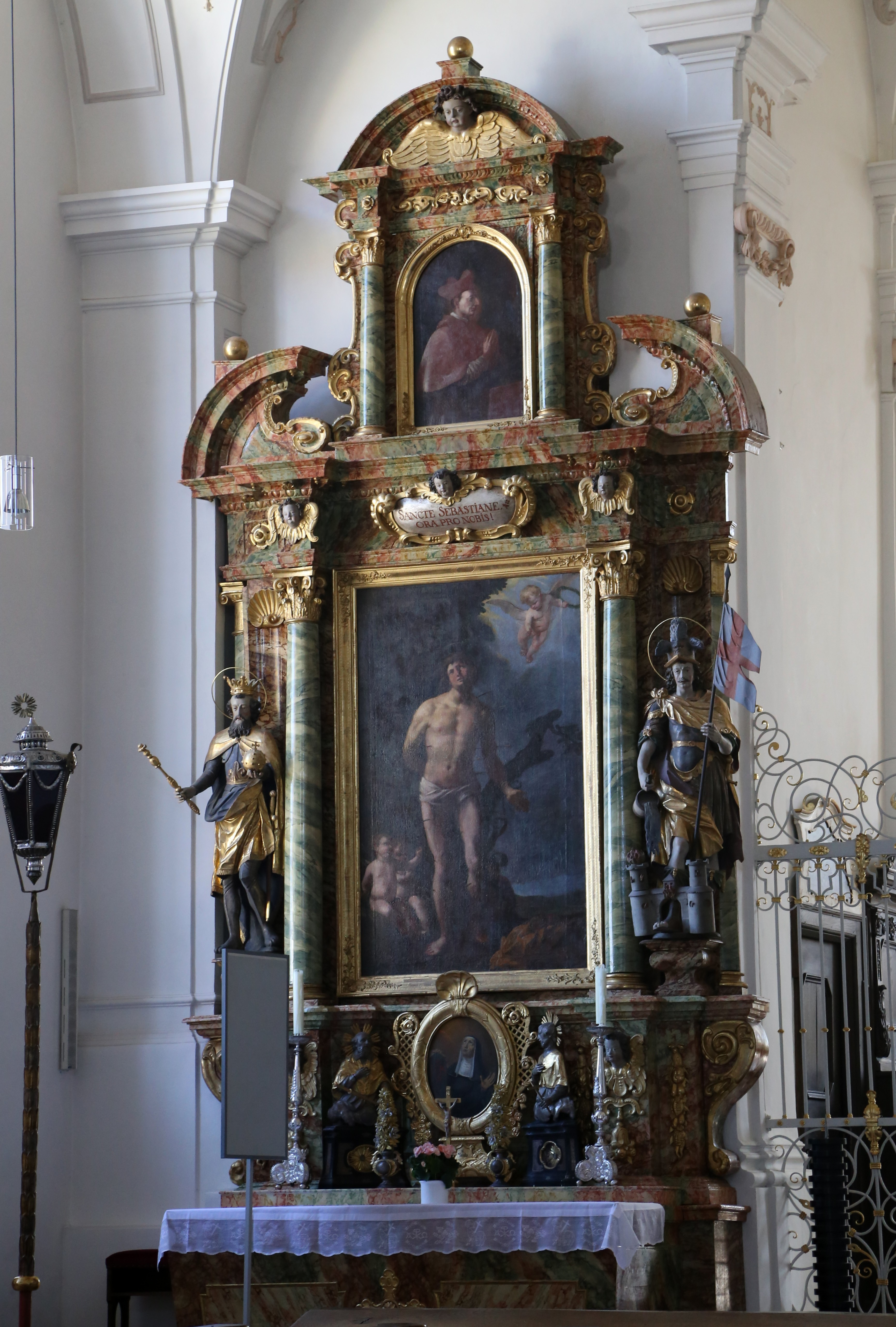
Nördlicher Chorbogenaltar

## Epitaphien
In der Vorhalle sind zahlreiche Epitaphien der Stiftspröpste und der Familie Maxlrain in die Wände eingelassen. Das älteste Epitaph erinnert an den 1423 verstorbenen Wilhelm von Maxlrain und seine beiden Ehefrauen. Eine Besonderheit stellen die Reste des Hochgrabes der Stifterin Judith dar. Auf einer Reliefplatte von 1479 ist Judith mit dem Kirchenmodell zu sehen, ein Medaillon zeigt das Haupt des Johannes, ein anderes das Osterlamm. Eine andere Deckplatte von 1513 zeigt Judith ebenfalls mit dem Kirchenmodell, die umlaufende Inschrift am Rand der Platte gibt Auskunft über die Entstehung unter Propst Pantaleon Hauser (1509–1536).

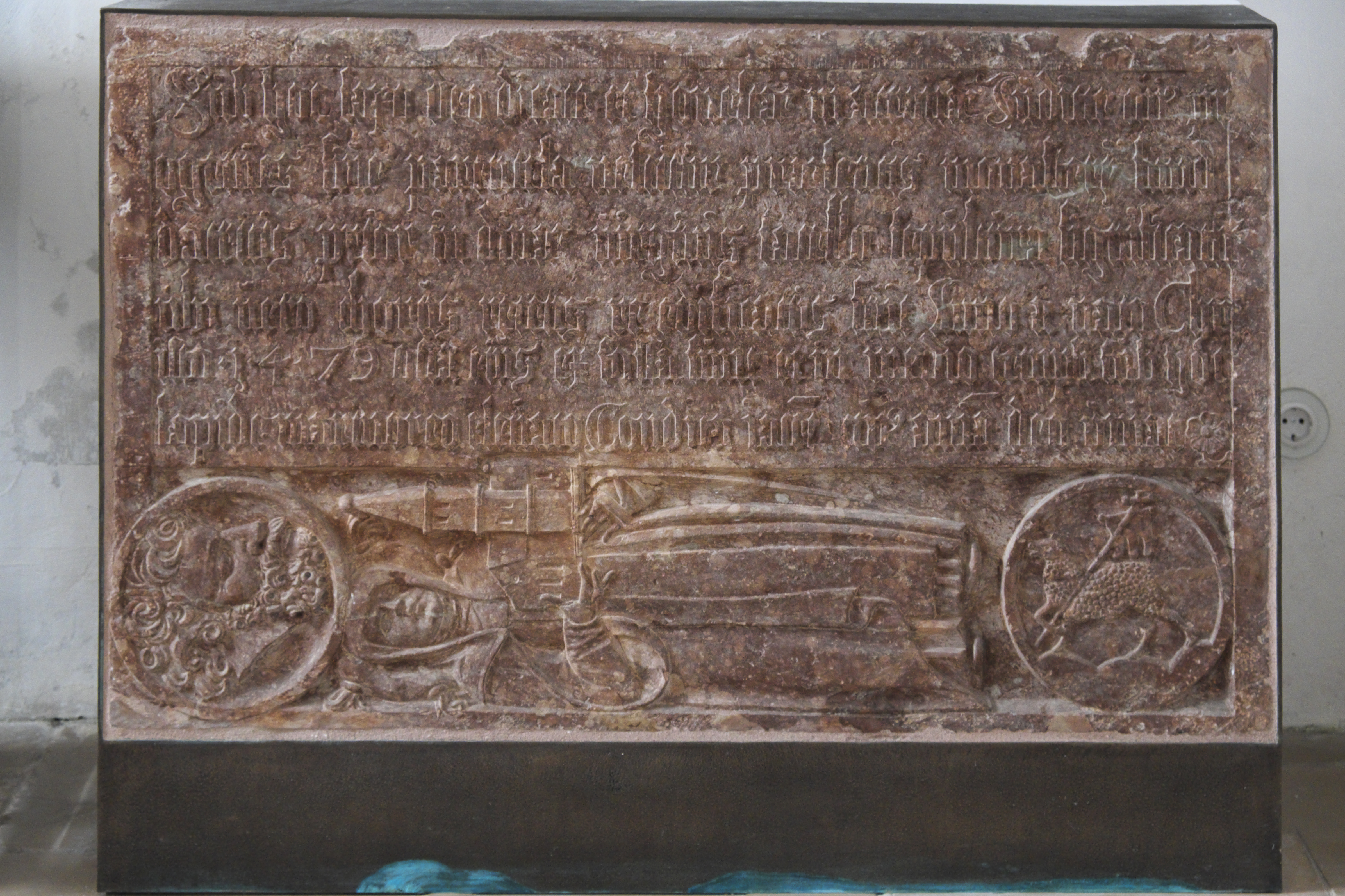
Reliefplatte des Hochgrabes der Stifterin Judith
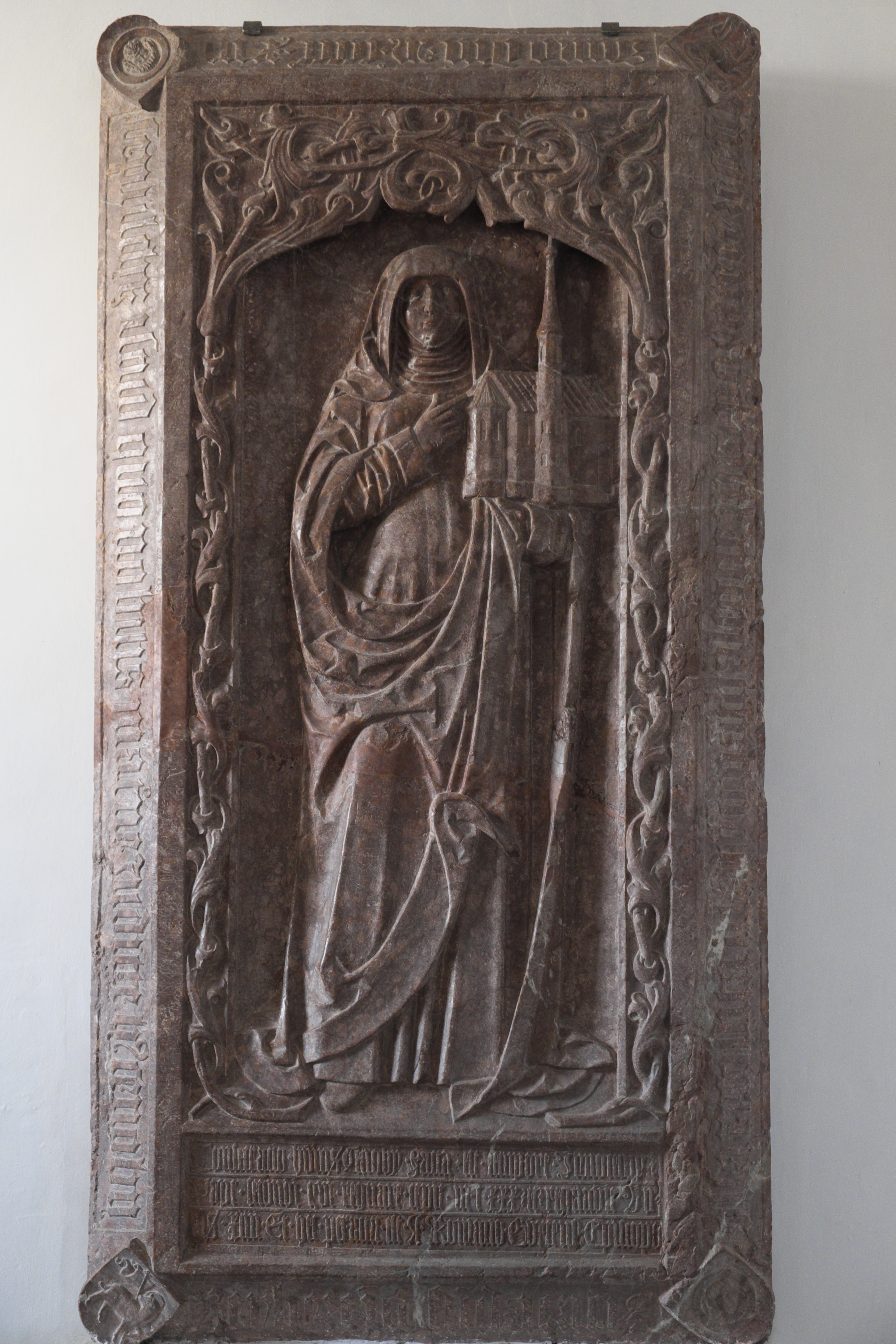
Reliefplatte des Hochgrabes der Stifterin Judith